# Béthencourt-sur-Mer
Béthencourt-sur-Mer è un comune francese di 1 055 abitanti situato nel dipartimento della Somme nella regione dell'Alta Francia.

## Società

### Evoluzione demografica
Abitanti censiti